# Малагашки устанак
Малагашки устанак (фр. Insurrection malgache; малг. Tolom-bahoaka tamin' ny 1947) је био малагашка побуна против француске колонијалне владавине на Мадагаскару, која је трајала од марта 1947. до фебруара 1949. године. Почев од касне 1945., први посланици Француске скупштине са Мадагаскара, Жозеф Расета, Жозеф Равуаханги и Жак Рабемананџара из Демократског покрета за малагашку обнову (МДРМ), предводили су напоре за постизање независности Мадагаскара путем легалних канала. Неуспех ове иницијативе и оштар одговор који је су малагашки посланици добили од администрације социјалисте Пола Рамадјеа радикализовали су елементе малгашког становништва, укључујући вође неколико милитантних националистичких тајних друштава.
Увече 29. марта 1947. малгашки националисти, наоружани углавном копљима, покренули су координиране изненадне нападе на војне базе и плантаже у власништву Француза у источном делу острва концентрисаних око Мораманга и Манакара . Националистичка идеја еманципације брзо је прихваћена на југу и устанак се проширио на централне планине и главни град Антананариво до следећег месеца, са процењено преко милион малгашких устаника.
Од маја 1947. Французи су почели да гуше побуну. Утростручили су број војника на острву на 18.000, пре свега пребацивањем војника из других француских колонија у Африци. Колонијалне власти су настојале да се боре на физичким и психолошким фронтовима и ангажовале су се у разним терористичким тактикама које су осмишљене да деморалишу становништво. Француска војна снага вршила је масовно погубљење, мучење, ратно силовање, паљење читавих села, колективно кажњавање и друге злочине као што је бацање живих малгашких затвореника из авиона (летови смрти).
Процењени број жртава у Мадагаскару варира од од 11.000 до преко 100.000 страдалих. Устаници су убили око 550 француских држављана, као и 1.900 малгашких колонијалних војника француске војске. До августа 1948. већина националистичких вођа је убијена или заробљена, а устанак је ефективно угушен до децембра 1948. године. Последњи активни оружани отпор угушен је до фебруара 1949. године.
Насилна репресија над побуном оставила је дубоке трауме у малгашком друштву. Генерација интелектуалне и привредне класе је збрисана, што је стварало проблеме за земљу када је стекла независност 1960. године. Прва три посланика Мадагаскара су ухапшена, мучена и држана у затвору све док нису амнестирани 1958. године. Још један лидер који је преживео сукоб, Монџа Џаона, такође је био у затвору девет година, а затим је основао партију Мадагаскар за Малгашане (МОНИМА), која је имала значајан утицај на малгашку политику. Француска је класификовала већину докумената који се односе на устанак, а француска влада је ћутала о тој теми све док француски председник Жак Ширак репресију над устанком није прогласио „неприхватљивом“ током званичне посете Мадагаскару 2005. године. Неколико малагашких режисера снимало је филмове о периоду устанка. Влада Мадагаскара је 1967. године прогласила 29. март националним празником, а 2012. године у Мораманги је отворен музеј посвећен устанку.